# Edward Fitzgerald (hockey sur glace)
Pour les articles homonymes, voir Edward FitzGerald et FitzGerald.
James Edward Fitzgerald (né le 3 août 1891 à Northfield aux États-Unis — mort le 18 avril 1966) est un joueur américain de hockey sur glace qui évoluait au poste de défenseur.

## Biographie
Joueur de l'équipe du Saint Paul Athletic Club, il est sélectionné dans l'équipe des États-Unis de hockey sur glace avec laquelle il remporte la médaille d'argent lors de la première apparition du hockey sur glace aux Jeux olympiques en 1920.
L'année suivante, il devient entraîneur de l'équipe de Saint Paul dont il deviendra également plus tard manager.